# Городнянська міська рада
Горо́днянська міська́ ра́да — адміністративно-територіальна одиниця та орган місцевого самоврядування в Городнянському районі Чернігівської області. Адміністративний центр — місто Городня.

## Загальні відомості
Городнянська міська рада утворена у 1960 році.
- Територія ради: 66,483 км²
- Населення ради: 15 052 особи (станом на 2001 рік)
- Територією ради протікає річка Чибриж

## Населені пункти
Міській раді підпорядковані населені пункти:
- м. Городня
- с. Альошинське
- с. Вокзал-Городня
- с. Павло-Іванівське
- с-ще Ясенівка
- Бутівський старостинський округ
  - с. Бутівка
  - с. Здрягівка
  - с. Радянське
- Гніздищенський старостинський округ
  - с. Гніздище
  - с. Горошківка
  - с. Стовпівка
- Дроздовицький старостинський округ
  - с. Дроздовиця
  - с. Будище
  - с. Диханівка
- Конотопський старостинський округ
  - с. Конотоп
- Кузницький старостинський округ
  - с. Кузничі
  - с-ще Зелене
- Моложавський старостинський округ
  - с. Моложава
  - с. Залісся
  - с. Картовецьке
  - с. Лютіж
  - с. Минаївщина
  - с. Невкля
  - с. Перерост
  - с. Студенець
  - с. Черецьке
- Мощенський старостинський округ
  - с. Мощенка
  - с. Гасичівка
  - с. Сутоки
- Пекурівський старостинський округ
  - с. Пекурівка
- Полісський старостинський округ
  - с. Полісся
- Сеньківський старостинський округ
  - с. Сеньківка
  - с. Берилівка
- Солонівський старостинський округ
  - с. Солонівка
- Смичинський старостинський округ
  - с. Смичин
  - с. Дібрівне
- Хотівлянський старостинський округ
  - с. Хотівля
  - с. Травневе
- Хрипівський старостинський округ
  - с. Хрипівка
  - с. Півнівщина
  - с. Політрудня

## Склад ради
Рада складається з 26 депутатів та голови.
- Голова ради: Богдан Андрій Іванович
- Секретар ради: Більська Світлана Анатоліївна

### Керівний склад попередніх скликань
| Прізвище, ім'я, по батькові | Основні відомості                                               | Дата обрання | Дата звільнення |
| --------------------------- | --------------------------------------------------------------- | ------------ | --------------- |
| Богдан Андрій Іванович      | Міський голова, 1967 року народження, освіта вища, безпартійний | 26.03.2006   | 31.10.2010      |
| Богдан Андрій Іванович      | Міський голова, 1967 року народження, освіта вища, безпартійний | 31.10.2010   | 25.10.2015      |
| Богдан Андрій Іванович      | Міський голова, 1967 року народження, освіта вища, безпартійний | 25.10.2015   | 24.12.2017      |
| Богдан Андрій Іванович      | Міський голова, 1967 року народження, освіта вища, безпартійний | 24.12.2017   |                 |

Примітка: таблиця складена за даними сайту Верховної Ради України

### Депутати
За результатами місцевих виборів 03.07.2016 депутатами ради стали:

#### За суб'єктами висування
| Суб'єкт висування                                       | Кількість обраних депутатів | %     |
| ------------------------------------------------------- | --------------------------- | ----- |
| Політична партія Всеукраїнське об'єднання «Батьківщина» | 6                           | 23.08 |
| БПП "СОЛІДАРНІСТЬ"                                      | 6                           | 23.08 |
| Політична партія "Наш край"                             | 4                           | 15.38 |
| УКРАЇНСЬКЕ ОБ’ЄДНАННЯ ПАТРІОТІВ – УКРОП                 | 4                           | 15.38 |
| Політична Партія "Опозиційний блок"                     | 3                           | 11.54 |
| Радикальна партія Олега Ляшка                           | 2                           | 7.69  |
| Політична партія "Сила і Честь"                         | 1                           | 3.85  |

## Структурні підрозділи міської ради
- Відділ бухгалтерського обліку та звітності
- Відділ культури, сім’ї, молоді та спорту
- Загальний відділ
- Відділ освіти
- Відділ житлово-комунального господарства, благоустрою, архітектури та будівництва
- Відділ економіки, торгівлі, транспорту та інвестицій
- Фінансовий відділ
- Юридичний відділ